# Jeli (district)
Jeli is een district in de Maleisische deelstaat Kelantan.
Het district telt 41.000 inwoners op een oppervlakte van 1300 km².